# Chadwell Heath
Chadwell Heath – dzielnica Londynu, w Wielkim Londynie, leżąca w gminie Barking and Dagenham. Leży 17,5 km od centrum Londynu. W 2011 roku dzielnica liczyła 10 021 mieszkańców.